# Comuna de Bralin
Bralin (polaco: Gmina Bralin) é uma gminy (comuna) na Polónia, na voivodia de Grande Polónia e no condado de Kępiński. A sede do condado é a cidade de Bralin.
De acordo com os censos de 2004, a comuna tem 5579 habitantes, com uma densidade 65,5 hab/km².

## Área
Estende-se por uma área de 85,16 km², incluindo:
- área agricola: 74%
- área florestal: 17%

## Demografia
Dados de 30 de Junho 2004:
|                      | Total   | Total | Mulheres | Mulheres | Homens  | Homens |
| -------------------- | ------- | ----- | -------- | -------- | ------- | ------ |
|                      | pessoas | %     | pessoas  | %        | pessoas | %      |
| População            | 5579    | 100   | 2787     | 50       | 2792    | 50     |
| Densidade (pop./km²) | 65,5    | 100   | 32,7     | 32,7     | 32,8    | 32,8   |

De acordo com dados de 2002, o rendimento médio per capita ascendia a 1422,49 zł.

## Subdivisões
- Bralin, Chojęcin, Czermin, Działosze, Gola, Mnichowice, Nosale, Nowa Wieś Książęca, Tabor Mały, Tabor Wielki, Weronikopole.

## Comunas vizinhas
- Baranów, Kępno, Kobyla Góra, Perzów, Rychtal